# Tomba 3697
Die Tomba 3697 („Grab 3697“) ist ein ausgemaltes etruskisches Kammergrab, das im Jahr 1960 entdeckt wurde. Das Grab befindet sich in der Monterozzi-Nekropole bei Tarquinia und datiert um 400 v. Chr.
Die kleine Kammer, deren Malereien nicht gut erhalten sind, hat eine umlaufende, niedrige Bank. Einst war die Kammer voll ausgemalt, aber durch Feuchtigkeit hat sich der Putz vielerorts von der Wand gelöst. Nur an der Rückwand sind die Reste einer Bankettszene erhalten.